# Sun Ra

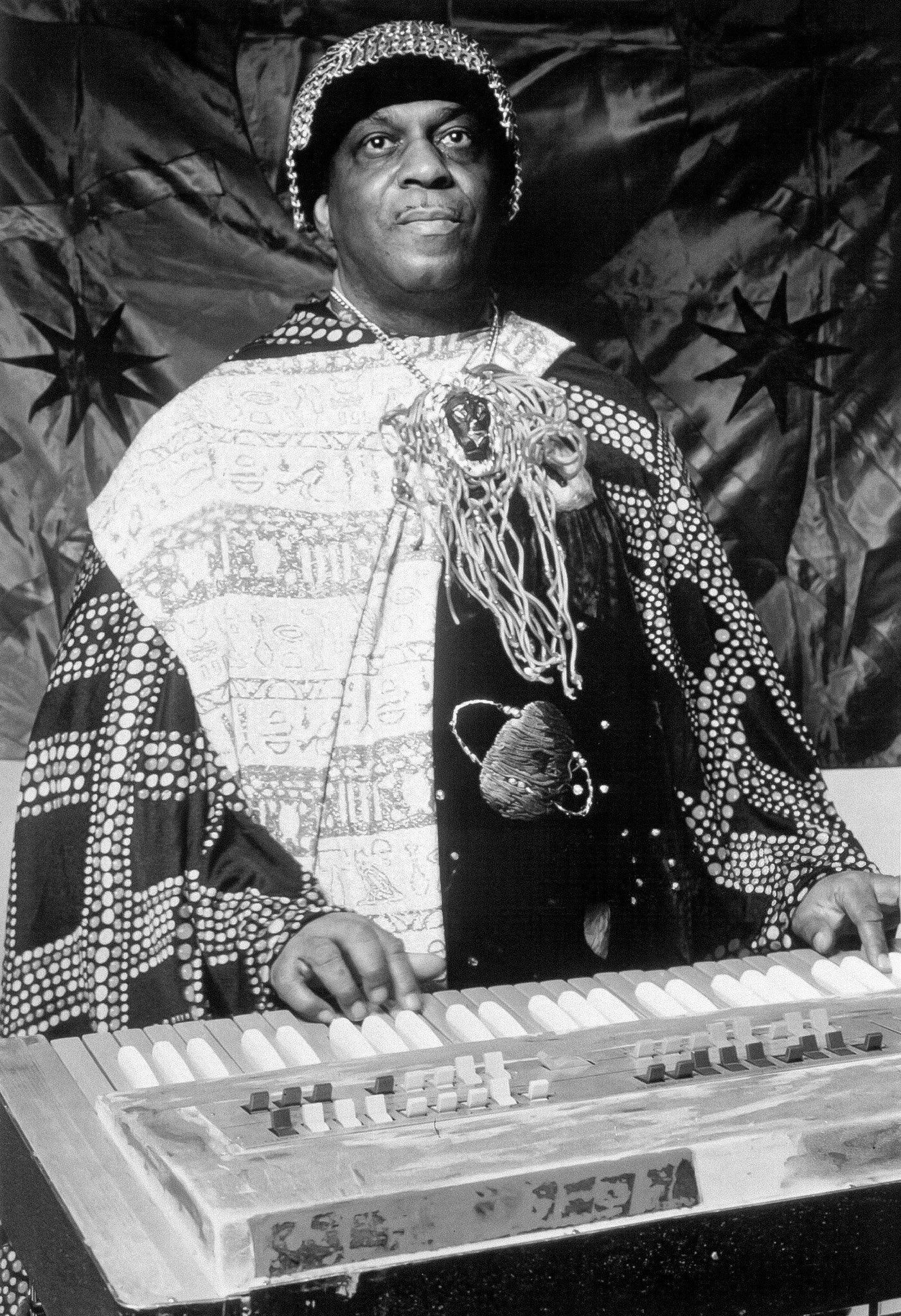
Sun Ra, 1973

Sun Ra (Birmingham (Alabama), 22 mei 1914 – Birmingham (Alabama), 30 mei, 1993) was een innovatief jazzcomponist, bandleider, pianist en synthesizerspeler, die welbekend werd door zijn "cosmic afro-futurist philosophy" en door zijn fenomenale composities en vertoningen.

## Geboorte
Sun Ra werd geboren als Herman Poole Blount in Birmingham (Alabama) en had sinds zijn jeugd als bijnaam Sonny. Later gebruikte hij zijn geboortenaam niet meer en liet hij zich Sun Ra noemen (Ra is een oude Egyptische god van de zon).

## Arkestra
Rond 1946 arrangeerde hij muziek voor bandleider Fletcher Henderson en werkte hij voor zangeres LaVern Baker. Van 1952 tot zijn dood in 1993 leidde Ra het 'Arkestra', een big band met als kern John Gilmore, Marshall Allen (meester van de altopyrotechnics) en anderen, vergezeld van een altijd veranderende opstelling van assistenten die belangrijke namen zijn in de moderne jazz. 
De naam Arkestra is een combinatie van de woorden arch (boog) en orchestra (orkest), een naam die symbool moet staan voor een "boog tussen twee werelden - arc between two worlds".
Het Arkestra herhaalde nooit een voorstelling en trad op onder vele verschillende namen en samenstellingen zoals "The Solar Myth Arkestra," de "Blue Universe Arkestra" en vele andere combinaties. 
Ra stelde dat hij van het "Engelen Ras" was en niet van de aarde, maar van Saturnus. Hij ontwikkelde met elementen ontleend aan afrikaans en afro-amerikaans theater, theosofie en vrijmetselaars afro-futurisme een eigen "cosmische" filosofie en lyrische poëzie die verlichting en vrede predikte boven alles.
In 1993 overleed Sun Ra, ook wel geïnterpreteerd als zijn terugkeer naar Saturnus. Het Sun Ra Arkestra trad in 1984 op op het Sfinks Festival in Boechout. In 2008 stonden ze op het Incubate festival (toen nog ZXZW geheten) in Tilburg op als speciale festivalgast, de zogeheten artist in residence. Het legendarische orkest gaf tussen 14 en 21 september nagenoeg elke dag een concert op diverse locaties in Tilburg. Het collectief stond daarbij onder leiding van Marshall Allen, de saxofonist die sinds de jaren vijftig deel uitmaakt van de groep en na de dood van Sun Ra het stokje overnam.
Voor een uitgebreide discografie van Sun Ra, zie het artikel Discografie van Sun Ra.
- Bibsys: 71593
- Biblioteca Nacional de España: XX1545227
- Bibliothèque nationale de France: cb139001848 (data)
- CiNii: DA1626921X
- Gemeinsame Normdatei: 119226200
- International Standard Name Identifier: 0000 0003 6863 8759
- Library of Congress Control Number: n88607003
- MusicBrainz: c27cac8e-4c4a-48c0-a4ba-41399b9c176d
- Bibliotheek van het Japanse parlement: 00967150
- Nationale bibliotheek van Australië: 35374700
- Nationale Bibliotheek van Israël: 987007460371505171
- Nationale en Universitaire bibliotheek Zagreb: 000773629
- Nederlandse Thesaurus van Auteursnamen: 071764860
- Réseau des bibliothèques de Suisse occidentale: 02-A005658369
- SNAC: w6kd58mh
- Système universitaire de documentation: 087880040
- Trove: 930471
- Virtual International Authority File: 22328921
- WorldCat: E39PBJpDKTXBfjFJh79ffGF9Xd